# Fatima (film 2015)
Fatima – francusko-kanadyjski film dramatyczny z 2015 roku, w reżyserii Philippe Faucona. Adaptacja dwóch książek Prière à la lune oraz Enfin, je peux marcher seule autorstwa Fatimy Elayoubi.
Światowa premiera filmu miała miejsce 20 maja 2015 roku, podczas 68. Międzynarodowego Festiwalu Filmowego w Cannes, w ramach którego obraz brał udział w sekcji „Directors' Fortnight”. Polska premiera filmu nastąpiła 9 października 2015 roku, w ramach 31. Warszawskiego Międzynarodowego Festiwalu Filmowego, gdzie prezentowany był w sekcji „Odkrycia”.
Fabuła filmu skupia się na historii Fatimy, samotnej matki dwóch dorastających dziewczyn. Kobieta ponad dwadzieścia lat wcześniej opuściła Maroko i osiadła w Lyonie, przez cały czas ciężko pracując aby zapewnić córkom godne życie.

## Obsada
- Soria Zeroual jako Fatima
- Zita Hanrot jako Nesrine
- Kenza Noah Aïche jako Souad
- Chawki Amari jako Ojciec
- Dalila Bencherif jako Leila
- Edith Saulnier jako Séverine

i inni

## Nagrody i nominacje
41. ceremonia wręczenia Cezarów
- nagroda: najlepszy film − Philippe Faucon / Yasmina Nini-Faucon i Philippe Faucon
- nagroda: najlepszy scenariusz adaptowany − Philippe Faucon
- nagroda: nadzieja kina (aktorka) − Zita Hanrot
- nominacja: najlepsza aktorka − Soria Zeroual